# Ана Диоген
Ана (друга пол. 11. века — прва пол. 12. века) је била супруга српског великог жупана Уроша I Вукановића (ум. око 1145. године) и мајка потоњих српских великих жупана Уроша II, Белоша и Десе, а такође и мајка угарске краљице Јелене и кнегиње Марије. Позната је само на основу познијих извора. Њено име (Ана) забележено је у неким старим српским родословима, где се помиње као супруга Беле Уроша, који се у историографији препознаје као велики жупан Урош I.
Исти родослови бележе да је Ана била ћерка француског краља, али тај навод није прихваћен у историографији, пошто се већа вредност поклања сведочењу италијанског хроничара Пјетра Ранцана, који је за време службе на угарском двору од 1488. до 1490. године саставио дело под називом "Epitome rerum Hungarorum", у коме је забележио да је неименована мајка угарске краљице Јелене, супруге краља Беле II (1131-1141), била сестричина неименованог византијског цара.
На основу сведочења Ане Комнине такође је познато да се Урош заједно са братом Стефаном Вуканом налазио у групи српских великаша који су 1094. године послати у Цариград као таоци, те се стога претпоставља да је његов брак са царевом сестричином могао бити склопљен управо за време његовог заточења у византијској престоници. На основу тих података, историчари су покушавали да пруже одговор на питање о могућем идентитету Урошеве супруге, која је према различитим претпоставкама могла бити сродница византијских царева Алексија I (1081-1118) и Јована II (1118-1143).
Према једној од тих претпоставки, Урошева супруга је била Ана Диогениса, ћерка Константина Диогена и Теодоре Комнине, која је била сестра цара Алексија I. Пошто за претпоставку о Анином пореклу из породице Диогена не постоји непосредна потврда у изворима, питање о идентитету Урошеве супруге се у науци и даље сматра отвореним.
Поменута претпоставка о пореклу од породице Диогена проистекла је из старијих навода по којима је Ана, супруга српског великог жупана Стефана Немање, била ћерка византијског цара Романа IV Диогена (1067-1071), што је у историографији одбачено као хронолошки немогуће, а додатним анализама је показано да је податак о цару Роману као Анином оцу настао накнадним додавањем, које се нашло и у некритички приређеном издању житија из 1794. године, одакле се потом проширило по литератури.

## Потомство
Српски велики жупан Урош I и његова супруга Ана имали су следеће потомство:
- Урош II Вукановић
- Белош Вукановић
- Деса Вукановић
- Јелена Вукановић
- Марија Вукановић Пшемисл

У неким родословима се као син Беле Уроша и Ане помиње и Завида, претпотављени отац српског великог жупана Стефана Немање.